# 博尔维尔
博尔维尔（西班牙语）是西班牙加泰罗尼亚赫罗纳省的一个市镇。总面积11平方公里，总人口267人（2001年），人口密度24人/平方公里。